# Laholms Tidning

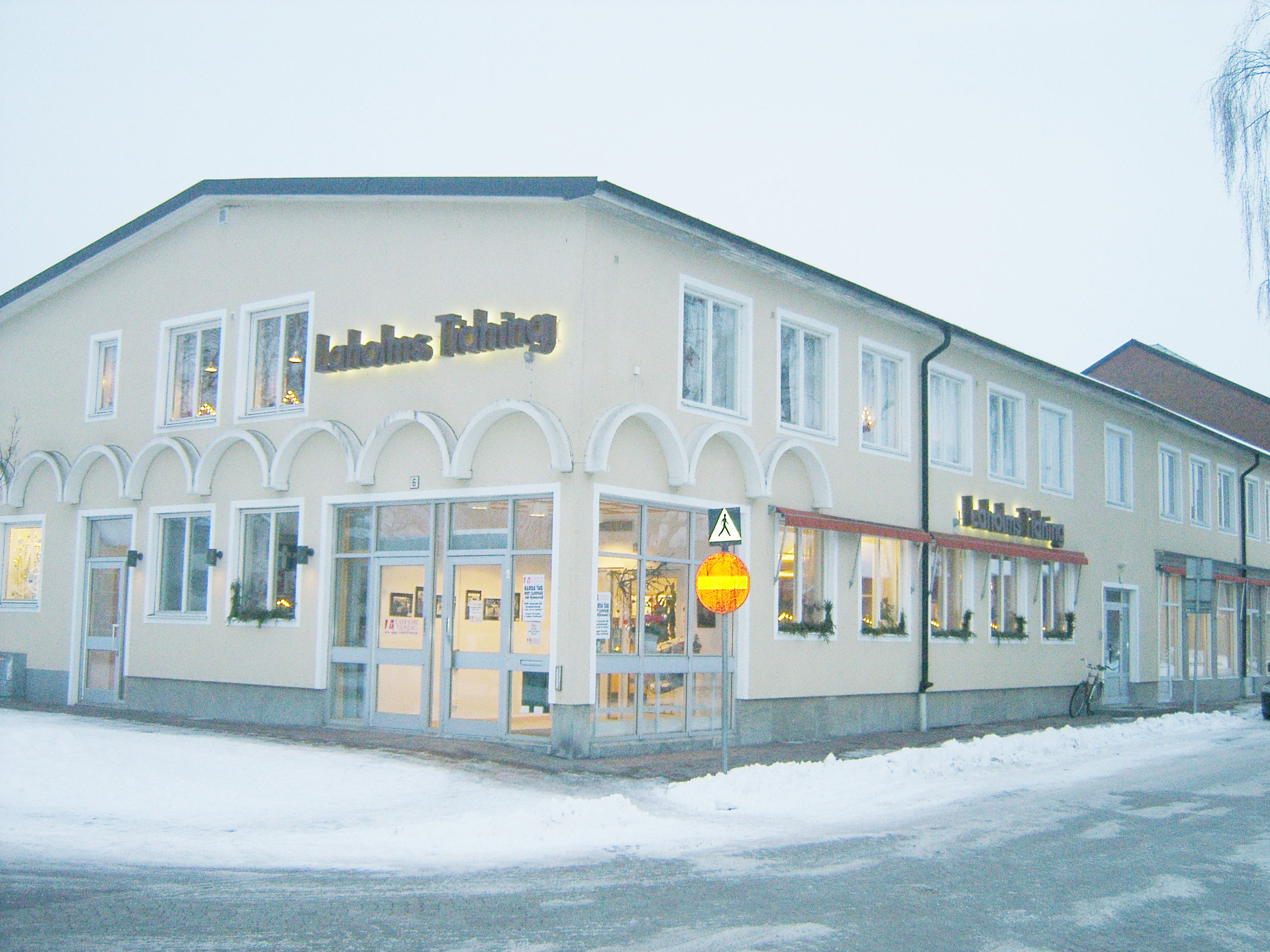
Laholms Tidnings lokaler fram till oktober 2018.

Laholms Tidning är en svensk dagstidning med veckoutgivning i pappersformat och daglig lokal bevakning online, baserad i Laholm. Tidningens kärnområde är Laholms kommun. Den distribueras gratis till 10 200 hushåll i Laholms kommun. 

## Historia
Laholms Tidning gavs ut för första gången den 5 december 1931 och övertog då tidningen Sydhallands tidigare tryckeri. Den kom då ut varannan dag. 
Bonderörelsen köpte tidningen 1932. År 1943   köpte rörelsen Hallands Nyheters tidigare tryckpress. De bägge tidningarna har haft ett omfattande samarbete.[när?] Senare ägdes tidningen av Skånska Dagbladet, men den 1 januari 2014 togs ägandet över av Hallandsbygdens Tidningsförening, som också är stor ägare i tidningen Norra Halland, i Kungsbacka. Sedan mitten av 2001 fanns Laholms tidning även som radiotidning, vilket innebär att tidningen var tillgänglig för till exempel synskadade. Tidningen fanns på webben, laholmstidning.se, som e-tidning, samt som app för Ipad och Iphone. 
Den 23 oktober 2018 begärdes Laholms Tidning i konkurs efter flera år med ekonomiska svårigheter. Dagen efter beslutade konkursförvaltaren att den sista utgåvan av Laholms Tidning skulle bli den 25 oktober. Konkursen innebar att 14 anställda förlorade sina jobb. Mellan den 26 oktober och 12 november 2018 uppgav konkursförvaltaren i intervjuer med lokala medier att flera intressenter anmält intresse för att köpa utgivningsbeviset till Laholms Tidning. Den 13 november 2018 stod det klart att Laholms Tidnings Vänner med laholmaren Mats Olofsson i spetsen klev in som ny ägare efter att ha köpt utgivningsbeviset för 35 000 kronor. Den uttalade ambitionen var tydlig – Laholms Tidning skulle återuppstå med redaktion i Laholm och med lokalt anställda journalister.
Sajten Medievärlden rapporterade den 13 januari 2019 att Laholms Tidnings Vänner fört samtal med Gota Media om en försäljning. Den 28 januari 2019 rapporterade flera medier   att Gota Media dragit sig ur en eventuell affär. Lokaltidningen Sverige uppgav den 5 mars 2019 på sin egen sajt att bolaget förvärvat utgivningsbeviset för Laholms Tidning av Laholms Tidnings Vänner. I slutet av april 2019 gavs första utgåvan av nya Laholms Tidning ut. Nu som gratistidning till samtliga 10 200 hushåll i hela Laholms kommun. Tidningen gavs ut en gång i veckan men dagluga uppdateringar fanns på tidningens webbplats. Senare under 2019 köptes Lokaltidingen och Laholms Tidning av Bonnier News. I februari 2020 upphörde webbplatsen laholmstidning.se och blev en underavdelning till HD.se. Papperstidningen fanns dock kvar.
Sedan den 1 november 2021 ägs tidningen av Made in Båstad AB som även ger ut tidningen Bjäre Nu i Båstads kommun samt Smålänningen XTRA i Ljungby, Markaryd och Älmhult. Chefredaktör och ansvarig utgivare är Joakim S. Ormsmarck.

## Medarbetare
Sportjournalisten och författaren Björn Hellberg har varit chefredaktör för tidningen. Svenska Dagbladets chefredaktör Fredric Karén inledde sin karriär som journalist på Laholms Tidning 1987, och verkade även som redaktionschef 1993–1998. Ansvarig utgivare, vd och chefredaktör från 1 juli 2014 var Lars Sjögren. År 2017–2018 innehade Lars Bernfalk dessa roller. 2018 är Åse Höijer nyhetschef och ansvarig utgivare och Johan Krönmark VD. Sedan mars 2019 är Anders Sjölin chefredaktör och ansvarig utgivare.